# Gambrinus liga 2013/2014
Sezóna 2013/14 byla 21. ročníkem nejvyšší české fotbalové soutěže. Tento ročník se hrál od 19. července 2013 do 31. května 2014. Hrací systém byl stejný jako každou sezónu. Každý tým se utkal s každým, a to jeden zápas na domácí půdě, a druhý pak na hřišti soupeře. Mezi elitu se probojovalo 1. SC Znojmo a po roční přestávce opět i Bohemians Praha 1905.
Mistr ligy si zajistil místo v 2. předkole Ligy mistrů, druhý a třetí tým v tabulce si zajistil účast v předkolech Evropské ligy. Z tohoto ročníku sestoupily poslední dva týmy umístěné na 15. a 16. místě.
Vítězem ročníku se stal klub AC Sparta Praha, který si zajistil svůj 12. ligový titul od rozdělení československé ligy. Díky finále českého poháru mezi AC Sparta Praha a FC Viktoria Plzeň (první dva týmy ligové tabulky) si účast v Evropské lize vybojoval i čtvrtý tým na konci sezony, a sice FC Slovan Liberec.

## Lokalizace
- Kraj Vysočina – FC Vysočina Jihlava
- Jihomoravský kraj – FC Zbrojovka Brno, 1. SC Znojmo
- Liberecký kraj – FK Baumit Jablonec, FC Slovan Liberec
- Moravskoslezský kraj – FC Baník Ostrava
- Olomoucký kraj – SK Sigma Olomouc
- Plzeňský kraj – FC Viktoria Plzeň
- Praha – FK Dukla Praha, AC Sparta Praha, SK Slavia Praha, Bohemians Praha 1905
- Středočeský kraj – 1. FK Příbram, FK Mladá Boleslav
- Ústecký kraj – FK Teplice
- Zlínský kraj – 1. FC Slovácko

## Kluby
| Klub                 | Stadion                                     | Kapacita | První ročník | Počet titulů | Počet sezón |
| -------------------- | ------------------------------------------- | -------- | ------------ | ------------ | ----------- |
| SK Slavia Praha      | Synot Tip Aréna                             | 21 000   | 1925         | 16 (+1)      | 85          |
| FC Vysočina Jihlava  | Stadion v Jiráskově ulici                   | 4 025    | 2005/06      | 0            | 3           |
| AC Sparta Praha      | Generali Arena                              | 20 854   | 1925         | 32 (+3)      | 88          |
| FK Teplice           | Na Stínadlech                               | 18 221   | 1948         | 0            | 39          |
| FC Baník Ostrava     | Bazaly                                      | 17 372   | 1937/38      | 4            | 71          |
| SK Sigma Olomouc     | Andrův stadion                              | 12 566   | 1982/83      | 0            | 31          |
| FC Viktoria Plzeň    | Doosan Arena                                | 12 500   | 1931/32      | 2            | 50          |
| FC Slovan Liberec    | Stadion U Nisy                              | 9 900    | 1993/94      | 3            | 21          |
| 1. FK Příbram        | Na Litavce                                  | 9 100    | 1997/98      | 0            | 16          |
| 1. FC Slovácko       | Městský fotbalový stadion Miroslava Valenty | 8 121    | 2000/01      | 0            | 12          |
| FK Baumit Jablonec   | Chance Arena                                | 6 280    | 1974/75      | 0            | 22          |
| FC Zbrojovka Brno    | Městský fotbalový stadion Srbská            | 12 550   | 1933/34      | 1            | 55          |
| FK Mladá Boleslav    | Městský stadion                             | 5 000    | 2004/05      | 0            | 10          |
| FK Dukla Praha       | Na Julisce                                  | 4 560    | 1948         | 11           | 49          |
| Bohemians Praha 1905 | Ďolíček                                     | 5 000    | 1925         | 1            | 64          |
| 1. SC Znojmo         | Stadion v Husových sadech                   | 5 000    | 2013/14      | 0            | 1           |

## Tabulka
| Poř. | Tým                      | Z  | V  | R  | P  | VG | OG | B  |
| ---- | ------------------------ | -- | -- | -- | -- | -- | -- | -- |
| 1.   | AC Sparta Praha (P)      | 30 | 25 | 4  | 1  | 78 | 19 | 79 |
| 2.   | FC Viktoria Plzeň (C)    | 30 | 19 | 9  | 2  | 64 | 21 | 66 |
| 3.   | FK Mladá Boleslav        | 30 | 14 | 8  | 8  | 54 | 38 | 50 |
| 4.   | FC Slovan Liberec        | 30 | 14 | 6  | 10 | 37 | 46 | 48 |
| 5.   | FK Teplice               | 30 | 13 | 7  | 10 | 51 | 35 | 46 |
| 6.   | 1. FC Slovácko           | 30 | 11 | 7  | 12 | 43 | 40 | 40 |
| 7.   | FK Dukla Praha           | 30 | 10 | 8  | 12 | 35 | 37 | 38 |
| 8.   | FC Vysočina Jihlava      | 30 | 10 | 7  | 13 | 45 | 50 | 37 |
| 9.   | FC Zbrojovka Brno        | 30 | 10 | 7  | 13 | 32 | 42 | 37 |
| 10.  | FC Baník Ostrava         | 30 | 8  | 11 | 11 | 33 | 43 | 35 |
| 11.  | FK Baumit Jablonec       | 30 | 9  | 7  | 14 | 43 | 53 | 34 |
| 12.  | 1. FK Příbram            | 30 | 9  | 7  | 14 | 34 | 49 | 34 |
| 13.  | SK Slavia Praha          | 30 | 8  | 6  | 16 | 24 | 51 | 30 |
| 14.  | Bohemians Praha 1905 (N) | 30 | 7  | 9  | 14 | 26 | 40 | 30 |
| 15.  | SK Sigma Olomouc         | 30 | 7  | 8  | 15 | 42 | 60 | 29 |
| 16.  | 1. SC Znojmo (N)         | 30 | 6  | 9  | 15 | 32 | 49 | 27 |

Poznámky:
- Z = Odehrané zápasy; V = Vítězství; R = Remízy; P = Prohry; VG = Vstřelené góly; OG = Obdržené góly; B = Body
- N = nováček (minulou sezónu hrál nižší soutěž a postoupil); C = obhájce titulu; P = vítěz českého poháru

|  | Postup do 2. předkola Ligy mistrů 2014/15   |
|  | Postup do 3. předkola Evropské ligy 2014/15 |
|  | Postup do 2. předkola Evropské ligy 2014/15 |
|  | Sestup do FNL 2014/15                       |

### Střelci
| Pořadí | Střelec         | Klub                | Góly |
| ------ | --------------- | ------------------- | ---- |
| 1.     | Josef Hušbauer  | AC Sparta Praha     | 18   |
| 2.     | Zbyněk Pospěch  | FK Dukla Praha      | 16   |
| 2.     | David Lafata    | AC Sparta Praha     | 16   |
| 4.     | Franci Litsingi | FK Teplice          | 14   |
| 5.     | Haris Harba     | FC Vysočina Jihlava | 13   |
| 6.     | Stanislav Tecl  | FC Viktoria Plzeň   | 12   |
| 6.     | Jasmin Šćuk     | FK Mladá Boleslav   | 12   |

### Pořadí po jednotlivých kolech
| Klub / kolo | 1      | 2  | 3  | 4  | 5  | 6  | 7  | 8  | 9  | 10 | 11 | 12 | 13 | 14 | 15 | 16 | 17 | 18 | 19 | 20 | 21 | 22 | 23 | 24 | 25 | 26 | 27 | 28 | 29 | 30 |   |
| ----------- | ------ | -- | -- | -- | -- | -- | -- | -- | -- | -- | -- | -- | -- | -- | -- | -- | -- | -- | -- | -- | -- | -- | -- | -- | -- | -- | -- | -- | -- | -- | - |
| Klub / kolo | Sparta | 2  | 2  | 2  | 2  | 2  | 2  | 2  | 1  | 1  | 1  | 1  | 1  | 1  | 1  | 1  | 1  | 1  | 1  | 1  | 1  | 1  | 1  | 1  | 1  | 1  | 1  | 1  | 1  | 1  | 1 |
| Plzeň       | 1      | 1  | 1  | 1  | 1  | 1  | 1  | 2  | 2  | 2  | 2  | 3  | 2  | 2  | 2  | 2  | 2  | 2  | 2  | 2  | 2  | 2  | 2  | 2  | 2  | 2  | 2  | 2  | 2  | 2  |   |
| Boleslav    | 5      | 10 | 5  | 5  | 5  | 6  | 5  | 5  | 5  | 5  | 5  | 5  | 5  | 5  | 6  | 5  | 5  | 4  | 5  | 4  | 3  | 3  | 3  | 3  | 3  | 3  | 3  | 3  | 3  | 3  |   |
| Liberec     | 4      | 3  | 4  | 3  | 3  | 3  | 3  | 3  | 4  | 4  | 4  | 4  | 4  | 4  | 4  | 6  | 6  | 6  | 4  | 5  | 5  | 5  | 5  | 5  | 4  | 4  | 4  | 4  | 4  | 4  |   |
| Teplice     | 3      | 6  | 3  | 4  | 4  | 4  | 4  | 4  | 3  | 3  | 3  | 2  | 3  | 3  | 3  | 3  | 4  | 3  | 3  | 3  | 4  | 4  | 4  | 4  | 5  | 5  | 4  | 5  | 5  | 5  |   |
| Slovácko    | 13     | 8  | 11 | 14 | 12 | 14 | 9  | 9  | 11 | 11 | 10 | 9  | 9  | 9  | 8  | 8  | 8  | 8  | 8  | 8  | 7  | 7  | 7  | 7  | 7  | 6  | 6  | 6  | 6  | 6  |   |
| Dukla       | 4      | 4  | 6  | 7  | 8  | 10 | 7  | 6  | 7  | 7  | 7  | 6  | 6  | 6  | 5  | 4  | 3  | 5  | 6  | 6  | 6  | 6  | 6  | 6  | 6  | 7  | 7  | 7  | 8  | 7  |   |
| Jihlava     | 15     | 14 | 10 | 13 | 11 | 13 | 8  | 12 | 14 | 14 | 14 | 11 | 15 | 14 | 16 | 13 | 12 | 14 | 11 | 12 | 9  | 9  | 8  | 8  | 8  | 9  | 8  | 8  | 7  | 8  |   |
| Brno        | 11     | 4  | 7  | 8  | 10 | 12 | 15 | 15 | 13 | 13 | 13 | 15 | 10 | 10 | 12 | 12 | 14 | 12 | 14 | 13 | 14 | 12 | 12 | 13 | 10 | 10 | 10 | 10 | 10 | 9  |   |
| Ostrava     | 5      | 6  | 9  | 12 | 15 | 9  | 13 | 14 | 10 | 9  | 9  | 10 | 11 | 11 | 11 | 15 | 15 | 15 | 15 | 16 | 16 | 16 | 16 | 16 | 16 | 14 | 12 | 12 | 11 | 10 |   |
| Jablonec    | 11     | 12 | 8  | 6  | 6  | 5  | 6  | 7  | 6  | 6  | 6  | 7  | 8  | 7  | 7  | 7  | 7  | 7  | 7  | 7  | 8  | 8  | 9  | 9  | 9  | 8  | 9  | 9  | 9  | 11 |   |
| Příbram     | 5      | 13 | 16 | 10 | 7  | 7  | 10 | 11 | 12 | 12 | 11 | 12 | 12 | 15 | 10 | 14 | 11 | 13 | 12 | 14 | 13 | 10 | 13 | 10 | 11 | 11 | 13 | 11 | 12 | 12 |   |
| Slavia      | 5      | 10 | 15 | 9  | 13 | 8  | 12 | 13 | 15 | 15 | 15 | 14 | 14 | 13 | 15 | 11 | 13 | 10 | 13 | 9  | 11 | 13 | 14 | 14 | 15 | 12 | 11 | 13 | 13 | 13 |   |
| Bohemians   | 16     | 16 | 13 | 15 | 13 | 15 | 11 | 8  | 9  | 10 | 12 | 13 | 13 | 12 | 14 | 16 | 16 | 16 | 16 | 15 | 15 | 15 | 15 | 15 | 14 | 16 | 16 | 15 | 14 | 14 |   |
| Olomouc     | 14     | 15 | 12 | 11 | 9  | 11 | 14 | 10 | 8  | 8  | 8  | 8  | 7  | 8  | 9  | 9  | 9  | 9  | 10 | 11 | 12 | 14 | 10 | 11 | 12 | 13 | 15 | 16 | 15 | 15 |   |
| Znojmo      | 5      | 9  | 14 | 16 | 16 | 16 | 16 | 16 | 16 | 16 | 16 | 16 | 16 | 16 | 13 | 10 | 10 | 11 | 9  | 10 | 10 | 11 | 11 | 12 | 13 | 15 | 14 | 14 | 16 | 16 |   |

### Křížová tabulka
| Domácí \ Hosté | BOH | BRN | DUK | JAB | JIH | LIB | MLB | OLO | OST | PLZ | PRI | SLA | SLO | SPA | TEP | ZNO |
| Bohemians      |     | 1–1 | 3–2 | 0–1 | 0–0 | 1–0 | 1–1 | 0–2 | 0–0 | 0–0 | 2–0 | 0–1 | 1–1 | 3–1 | 1–2 | 2–0 |
| Brno           | 5–1 |     | 2–1 | 1–0 | 1–0 | 0–1 | 1–1 | 2–0 | 0–0 | 1–3 | 1–0 | 3–0 | 0–2 | 1–3 | 3–2 | 2–0 |
| Dukla          | 1–1 | 2–1 |     | 1–1 | 0–3 | 0–1 | 1–1 | 4–0 | 1–0 | 0–3 | 1–1 | 0–1 | 1–1 | 1–3 | 3–1 | 1–1 |
| Jablonec       | 1–2 | 0–0 | 1–4 |     | 3–0 | 0–2 | 1–1 | 2–1 | 1–0 | 2–2 | 6–0 | 2–1 | 2–1 | 2–3 | 1–1 | 5–5 |
| Jihlava        | 1–1 | 2–1 | 1–1 | 3–2 |     | 2–3 | 2–1 | 5–0 | 0–0 | 1–2 | 3–0 | 2–1 | 2–1 | 1–4 | 1–1 | 4–0 |
| Liberec        | 1–0 | 1–0 | 0–1 | 3–0 | 1–0 |     | 2–2 | 1–1 | 3–2 | 1–1 | 1–0 | 2–1 | 2–1 | 1–1 | 2–1 | 0–0 |
| Ml. Boleslav   | 1–0 | 5–2 | 1–0 | 3–2 | 3–1 | 4–0 |     | 2–2 | 4–0 | 1–2 | 1–1 | 3–1 | 2–0 | 0–4 | 1–0 | 5–1 |
| Olomouc        | 2–1 | 2–0 | 1–2 | 0–1 | 4–3 | 1–2 | 1–1 |     | 2–3 | 1–2 | 0–0 | 5–1 | 2–2 | 1–1 | 2–2 | 2–0 |
| Ostrava        | 1–3 | 2–1 | 2–0 | 0–4 | 3–1 | 3–0 | 2–1 | 1–1 |     | 1–2 | 1–1 | 2–0 | 0–1 | 0–0 | 0–0 | 1–1 |
| Plzeň          | 5–0 | 1–1 | 0–0 | 6–1 | 1–1 | 6–0 | 2–0 | 3–2 | 4–0 |     | 2–0 | 1–1 | 0–0 | 0–0 | 3–0 | 3–2 |
| Příbram        | 1–0 | 2–1 | 0–2 | 3–0 | 5–0 | 3–1 | 3–1 | 3–2 | 4–0 | 2–4 |     | 0–0 | 3–2 | 0–1 | 0–4 | 1–1 |
| Slavia         | 1–0 | 0–0 | 2–1 | 0–0 | 1–2 | 2–1 | 0–4 | 2–3 | 1–1 | 0–2 | 3–0 |     | 1–1 | 0–2 | 0–7 | 2–1 |
| Slovácko       | 1–0 | 5–0 | 0–1 | 1–0 | 2–1 | 4–2 | 0–2 | 3–1 | 2–2 | 1–3 | 1–1 | 3–0 |     | 0–1 | 0–2 | 2–0 |
| Sparta         | 2–1 | 4–0 | 3–0 | 2–1 | 4–1 | 4–1 | 4–1 | 5–0 | 4–1 | 1–0 | 4–0 | 3–0 | 4–1 |     | 2–0 | 3–0 |
| Teplice        | 5–1 | 0–1 | 2–1 | 3–1 | 4–2 | 1–1 | 0–1 | 4–0 | 0–0 | 1–0 | 1–0 | 1–0 | 3–2 | 3–1 |     | 1–3 |
| Znojmo         | 0–0 | 1–1 | 0–2 | 4–0 | 0–0 | 4–1 | 2–0 | 2–1 | 0–4 | 0–1 | 3–0 | 0–1 | 1–2 | 0–2 | 0–0 |     |

Aktualizováno po zápasech hraných 31. května 2014
Zdroj: Gambrinus Liga

Vysvětlivky
1. ↑  Domácí tým je uveden v levém sloupci

Barvy: Modrá = výhra domácích; Žlutá = remíza; Červená = výhra hostů

## Divácká návštěvnost
Po poklesu diváckého zájmu, který nastal po sezoně 2007/08, kdy byla průměrná návštěva na utkání 5 147 diváků, a vyvrcholil ročníkem 2010/11 s návštěvností 4 492 diváků, nastal v minulých letech vzestup. V sezoně 2011/12 už dosahovala průměrná návštěva na ligovém utkání čísla 4 712, a prakticky nezměněná byla i v minulém ročníku 2012/13 – 4 710.

### Průměrná návštěvnost
| Kolo | Průměr | Nejvyšší          | Nejvyšší              | Nejvyšší | Nejnižší            | Nejnižší        | Nejnižší |
| Kolo | Průměr | Klub              | Stadion               | Diváci   | Klub                | Stadion         | Diváci   |
| ---- | ------ | ----------------- | --------------------- | -------- | ------------------- | --------------- | -------- |
| 1.   | 5 198  | FC Viktoria Plzeň | Doosan Arena          | 10 145   | FK Dukla Praha      | Na Julisce      | 2 095    |
| 2.   | 4 601  | FC Slovan Liberec | Stadion U Nisy        | 6 638    | FK Dukla Praha      | Na Julisce      | 1 923    |
| 3.   | 5 980  | FC Viktoria Plzeň | Doosan Arena          | 11 108   | FC Vysočina Jihlava | Městský stadion | 3 149    |
| 4.   | 5 370  | AC Sparta Praha   | Generali Arena        | 9 072    | 1. FK Příbram       | Na Litavce      | 3 267    |
| 5.   | 4 774  | FC Viktoria Plzeň | Doosan Arena          | 11 360   | FC Vysočina Jihlava | Městský stadion | 2 450    |
| 6.   | 4 947  | FK Teplice        | Na Stínadlech         | 8 011    | 1. SC Znojmo        | Stadion Srbská  | 1 485    |
| 7.   | 5 320  | FC Viktoria Plzeň | Doosan Arena          | 10 475   | 1. FK Příbram       | Na Litavce      | 2 152    |
| 8.   | 4 019  | FC Slovan Liberec | Stadion U Nisy        | 6 412    | FK Dukla Praha      | Na Julisce      | 2 052    |
| 9.   | 4 595  | FC Viktoria Plzeň | Doosan Arena          | 9 050    | 1. FK Příbram       | Na Litavce      | 2 168    |
| 10.  | 5 366  | SK Slavia Praha   | Synot Tip Aréna       | 15 884   | 1. SC Znojmo        | Stadion Srbská  | 391      |
| 11.  | 4 922  | FC Viktoria Plzeň | Doosan Arena          | 10 834   | FK Baumit Jablonec  | Chance Arena    | 1 822    |
| 12.  | 5 843  | FK Teplice        | Stadion Na Stínadlech | 16 180   | 1. SC Znojmo        | Stadion Srbská  | 654      |
| 13.  | 5 936  | AC Sparta Praha   | Generali Arena        | 16 521   | FC Baník Ostrava    | Bazaly          | 3 080    |
| 14.  | 4 296  | SK Sigma Olomouc  | Andrův stadion        | 7 588    | 1. SC Znojmo        | Stadion Srbská  | 782      |
| 15.  | 4 712  | AC Sparta Praha   | Generali Arena        | 15 102   | 1. SC Znojmo        | Stadion Srbská  | 572      |
| 16.  | 4 088  | FC Viktoria Plzeň | Doosan Arena          | 9 510    | FK Teplice          | Na Stínadlech   | 2 250    |
| 17.  | 4 273  | FC Baník Ostrava  | Bazaly                | 10 127   | 1. SC Znojmo        | Stadion Srbská  | 805      |
| 18.  | 4 790  | FC Viktoria Plzeň | Doosan Arena          | 10 187   | FK Mladá Boleslav   | Městský stadion | 2 276    |
| 19.  | 6 280  | AC Sparta Praha   | Generali Arena        | 18 712   | 1. SC Znojmo        | Stadion Srbská  | 625      |
| 20.  | 4 630  | FC Viktoria Plzeň | Doosan Arena          | 8 525    | FK Baumit Jablonec  | Chance Arena    | 2 035    |
| 21.  | 5 255  | FC Baník Ostrava  | Bazaly                | 14 130   | 1. SC Znojmo        | Stadion Srbská  | 1 182    |
| 22.  | 4 905  | FC Viktoria Plzeň | Doosan Arena          | 10 242   | 1. FK Příbram       | Na Litavce      | 2 168    |
| 23.  | 4 359  | 1. FC Slovácko    | Stadion M.Valenty     | 7 127    | 1. SC Znojmo        | Stadion Srbská  | 2 753    |
| 24.  | 6 223  | AC Sparta Praha   | Generali Arena        | 19 089   | FK Baumit Jablonec  | Chance Arena    | 2 058    |
| 25.  | 4 296  | SK Slavia Praha   | Synot Tip Aréna       | 7 742    | 1. SC Znojmo        | Stadion Srbská  | 1 285    |
| 26.  | 5 697  | AC Sparta Praha   | Generali Arena        | 12 332   | 1. FK Příbram       | Na Litavce      | 1 822    |
| 27.  | 4 204  | FK Teplice        | Na Stínadlech         | 13 056   | 1. SC Znojmo        | Stadion Srbská  | 875      |
| 28.  | 5 641  | AC Sparta Praha   | Generali Arena        | 10 864   | FC Zbrojovka Brno   | Stadion Srbská  | 2 066    |
| 29.  | 5 034  | FC Viktoria Plzeň | Doosan Arena          | 10 267   | FK Dukla Praha      | Na Julisce      | 1 624    |
| 30.  | 6 049  | AC Sparta Praha   | Generali Arena        | 16 740   | 1. SC Znojmo        | Městský stadion | 155      |

### Návštěvy nad 10 000 diváků
| Kolo     | Diváci | Domácí            | Hosté                | Výsledek | Stadion         | Město   |
| -------- | ------ | ----------------- | -------------------- | -------- | --------------- | ------- |
| 1. kolo  | 10 145 | FC Viktoria Plzeň | Bohemians Praha 1905 | 5–0      | Doosan Arena    | Plzeň   |
| 3. kolo  | 11 108 | FC Viktoria Plzeň | FC Baník Ostrava     | 4–0      | Doosan Arena    | Plzeň   |
| 5. kolo  | 11 360 | FC Viktoria Plzeň | AC Sparta Praha      | 0–0      | Doosan Arena    | Plzeň   |
| 7. kolo  | 10 475 | FC Viktoria Plzeň | SK Sigma Olomouc     | 3–2      | Doosan Arena    | Plzeň   |
| 10. kolo | 15 884 | SK Slavia Praha   | AC Sparta Praha      | 0–2      | Synot Tip Aréna | Praha   |
| 11. kolo | 10 834 | FC Viktoria Plzeň | SK Slavia Praha      | 1–1      | Doosan Arena    | Plzeň   |
| 12. kolo | 16 180 | FK Teplice        | FC Viktoria Plzeň    | 1–0      | Na Stínadlech   | Teplice |
| 13. kolo | 16 521 | AC Sparta Praha   | FK Teplice           | 2–0      | Generali Aréna  | Praha   |
| 15. kolo | 15 102 | AC Sparta Praha   | FK Mladá Boleslav    | 4–1      | Generali Aréna  | Praha   |
| 17. kolo | 10 127 | FC Baník Ostrava  | FC Viktoria Plzeň    | 1–2      | Bazaly          | Ostrava |
| 18. kolo | 10 187 | FC Viktoria Plzeň | 1. SC Znojmo         | 3–2      | Doosan Arena    | Plzeň   |
| 19. kolo | 18 712 | AC Sparta Praha   | FC Viktoria Plzeň    | 1–0      | Generali Arena  | Praha   |
| 19. kolo | 10 058 | FK Teplice        | SK Slavia Praha      | 1–0      | Na Stínadlech   | Teplice |
| 21. kolo | 14 130 | FC Baník Ostrava  | AC Sparta Praha      | 1–1      | Bazaly          | Ostrava |
| 22. kolo | 10 242 | FC Viktoria Plzeň | FC Slovan Liberec    | 6–0      | Doosan Arena    | Plzeň   |
| 24. kolo | 10 846 | FC Viktoria Plzeň | FC Vysočina Jihlava  | 1–1      | Doosan Arena    | Plzeň   |
| 24. kolo | 19 089 | AC Sparta Praha   | SK Slavia Praha      | 3–0      | Generali Arena  | Praha   |
| 26. kolo | 12 332 | AC Sparta Praha   | FC Slovan Liberec    | 4–1      | Generali Arena  | Praha   |
| 27. kolo | 13 056 | FK Teplice        | AC Sparta Praha      | 3–1      | Na Stínadlech   | Teplice |
| 28. kolo | 10 864 | AC Sparta Praha   | SK Sigma Olomouc     | 5–0      | Generali Arena  | Praha   |
| 29. kolo | 10 267 | FC Viktoria Plzeň | FC Zbrojovka Brno    | 1–1      | Doosan Arena    | Plzeň   |
| 30. kolo | 16 740 | AC Sparta Praha   | FC Vysočina Jihlava  | 4–1      | Generali Arena  | Praha   |
| 30. kolo | 12 357 | FC Baník Ostrava  | SK Slavia Praha      | 2–0      | Bazaly          | Ostrava |

## Soupisky mužstev
- V závorce za jménem je uveden počet utkání a branek, u brankářů ještě počet čistých kont

### AC Sparta Praha
Tomáš Vaclík (30/0/14) -
Roman Bednář (23/7),
Jakub Brabec (18/3),
Bořek Dočkal (25/2),
Mario Holek (29/2),
Josef Hušbauer (29/18),
Matěj Hybš (6/0),
Lukáš Juliš (5/1),
Pavel Kadeřábek (30/5),
Tiémoko Konaté (12/1),
Ladislav Krejčí (25/8),
David Lafata (30/16),
Lukáš Mareček (15/0),
Marek Matějovský (22/1),
Costa Nhamoinesu (24/3),
Tomáš Přikryl (21/2),
Patrik Schick (2/0),
Ondřej Švejdík (15/1),
Kamil Vacek (19/1),
Lukáš Vácha (28/2) -
trenér Vítězslav Lavička

### FC Viktoria Plzeň
Petr Bolek (4/0/1),
matúš Kozáčik (27/0/12) –
Marek Bakoš (14/1),
Marián Čišovský (14/2),
Michal Ďuriš (25/5),
Lukáš Hejda (15/1),
Pavel Horváth (25/4),
Tomáš Hořava (28/1),
Patrik Hrošovský (12/2),
Roman Hubník (13/0),
Daniel Kolář (23/7),
Matěj Končal (5/2),
Jan Kovařík (24/3),
David Limberský (27/1),
Milan Petržela (26/5),
Václav Procházka (28/2),
Radim Řezník (22/0),
David Štípek (3/0),
Stanislav Tecl (29/12),
Tomáš Wágner (25/8) –
trenér Pavel Vrba (1. až 16. kolo) a Dušan Uhrin (17. až 30. kolo)

### FK Mladá Boleslav
Jakub Diviš (16/0/5),
Hidajet Hankić (2/0/0),
Miroslav Miller (13/0/4) –
Daniel Bartl (7/0),
Jan Bořil (25/0),
David Brunclík (3/0),
Radek Dosoudil (13/0),
Josef Eliáš (1/0),
Tomáš Fabián (9/2),
Adam Fousek (1/0),
Jan Chramosta (24/6),
Tomáš Janíček (2/0),
David Jarolím (28/1),
Štěpán Koreš (10/2),
Ondřej Kúdela (29/0),
Jan Kysela (25/3),
Lukáš Magera (14/4),
Mirzad Mehanović (1/0),
Antonín Rosa (4/0),
Jasmin Šćuk (29/12),
Jan Štoček (3/0),
David Štípek (11/0),
Jan Štohanzl (24/3),
Pavel Šultes (18/2),
Lukáš Vraštil (5/0),
Ondřej Zahustel (23/4) -
trenér Ladislav Minář (1. až 16. kolo) a Karel Jarolím (17. až 30. kolo)

### FC Slovan Liberec
Lukáš Hroššo (8/0/4),
Ondřej Kolář (1/0/0),
Přemysl Kovář(21/0/5) –
Lukáš Bouška (1/0),
Jevhen Budnik (11/0),
Vladimír Coufal (21/0),
Dzon Delarge (18/1),
Djika Douglas (3/0),
Filip Drobílek (1/0),
Jiří Fleišman (20/1),
Denis Frimmel (1/0),
Martin Frýdek (25/0),
Vojtěch Hadaščok (3/0),
Luboš Hušek (7/1),
Marek Jarolím (13/3),
Vladyslav Kalitvincev (13/0),
Miloš Karišik (6/0),
Matěj Káva (2/0),
Ľuboš Kolár (21/2),
Radoslav Kováč (24/1),
Kevin Luckassen (10/2),
Vojtěch Novotný (5/0),
Michal Obročník (12/0),
David Pavelka (19/8),
Jiří Pimpara (20/2),
Lukáš Pokorný (5/0),
Jan Rajnoch (10/1),
Serhij Rybalka (23/6),
Isaac Sackey (23/2),
Lukáš Szabó (fotbalista) (2/0),
Josef Šural (20/3) -
trenér Jaroslav Šilhavý (1. až 24. kolo), David Vavruška (25. až 29. kolo) a Samuel Slovák (30. kolo)

### FK Teplice
Tomáš Grigar (24/0/7),
Martin Slavík (7/0/3) -
Aldin Čajić (2/0),
Martin Fenin (5/1),
Jan Hošek (16/1),
Chukwudi Chukwuma (7/0),
David Jablonský (25/3),
Martin Jindráček (27/2),
Josef Kaufman (6/1),
Maroš Klimpl (9/0),
Jan Krob (24/0),
Franci Litsingi (30/14),
Admir Ljevaković (27/3),
Michael Lüftner (9/0),
Aidin Mahmutović (12/10),
Milan Matula (24/2),
Nivaldo Alves Freitas Santos (29/5),
Luis Arcángel Ramos Colón (10/0),
Eugène Salami (25/3),
Laco Takács (4/0),
Štěpán Vachoušek (29/1),
Tomáš Vondrášek (13/0),
Egon Vůch (12/0) -

### 1. FC Slovácko
Milan Heča (14/0/6),
Dušan Melichárek (16/0/2) -
Matěj Biolek (3/0),
Tomáš Břečka (1/0),
Vlastimil Daníček (17/1),
Jaroslav Diviš (13/2),
Libor Došek (21/6),
Lukáš Fujerik (1/0),
Marek Havlík (20/0),
Milan Kerbr (28/10),
Tomáš Košút (28/3),
Martin Kuncl (21/0),
Jan Lukáš (3/0),
Ladislav Martan (7/0),
Radek Mezlík (18/0),
Václav Ondřejka (18/4),
Jakub Petr (25/3),
Tomáš Rada (24/0),
Petr Reinberk (15/0),
Patrik Šimko (14/0),
Veliče Šumulikoski (16/0),
Michal Trávník (13/1),
Jan Trousil (14/1),
Jiří Valenta (29/7) –

### FK Dukla Praha
Filip Rada (30/0/7) -
Tomáš Berger (17/2),
Tomislav Božić (23/0),
Milan Černý (12/0),
Vojtěch Engelmann (7/0),
Patrik Gedeon (27/1),
Marek Hanousek (19/0),
Matěj Hanousek (16/0),
Ľuboš Hanzel (5/0),
Pavel Hašek (4/0),
Marek Hlinka (23/3),
Michal Jeřábek (4/0),
Jan Juroška (3/1),
Róbert Kovaľ (6/0),
Petr Malý (15/2),
Budge Manzia (1/0),
Josef Marek (25/1),
Jakub Mareš (20/3),
Ismael Ouedraogo (11/0),
Jan Pázler (7/0),
Zbyněk Pospěch (29/16),
Néstor Albiach Roger (14/1),
José Romera (27/2),
Lukáš Štetina (26/2),
Jan Vorel (15/0) -

### FC Vysočina Jihlava
Jaromír Blažek (18/0/5),
Jan Hanuš (13/0/2) -
Haris Harba (29/13),
Adam Jánoš (26/2),
Tomáš Josl (13/1),
Marek Jungr (27/4),
Karol Karlík (24/2),
Václav Koloušek (22/2),
Milan Kopic (6/1),
Jan Kosak (13/1),
Jiří Krejčí (19/1),
Tomáš Kučera (13/1),
Vladimír Kukoľ (9/0),
Matúš Marcin (1/0),
Tomáš Marek (22/2),
Lukáš Masopust (23/5),
Muris Mešanović (5/1),
Jan Mikula (13/0),
Vojtěch Přeučil (18/0),
Ondřej Šourek (26/1),
Petr Tlustý (18/2),
Lukáš Vaculík (28/2),
David Vaněček (1/0),
Michal Vepřek (8/0) -
trenér František Komňacký (1. až 15. kolo) a Petr Rada (16. až 30. kolo)

### FC Zbrojovka Brno
Martin Doležal (5/0/3),
Václav Hladký (25/0/7) –
Muamer Avdić (1/0),
Petr Buchta (24/2),
Jozef Dolný (1/0),
Roman Fischer (20/1),
Tomáš Frejlach (7/1),
Petr Glaser (9/0),
Martin Husár (10/0),
Alois Hyčka (23/1),
Tomáš Janotka (24/1),
Marek Kaščák (4/0),
Miroslav Keresteš (10/1),
Pavel Košťál (14/1),
Karel Kroupa (24/1),
Tomáš Kunc (3/0),
Milan Lutonský (17/0),
Jan Malík (6/2),
Miroslav Marković (24/6),
Pavel Mezlík (1/0),
David Pašek (22/4),
Luděk Pernica (30/0),
Daniel Přerovský (7/0),
Aleš Schuster (22/2),
Jiří Skalák (24/3),
Jan Šisler (12/1),
Michal Škoda (6/0),
Šimon Šumbera (7/1),
Mohamed Traoré (6/1),
Stanislav Vávra (1/0),
Pavel Zavadil (26/3)
– trenér Ludevít Grmela (1.–7. kolo), Václav Kotal (8.–30. kolo)

### FC Baník Ostrava
Michal Bárta (7/0/0),
Jiří Pavlenka (20/0/7),
Vojtěch Šrom (4/0/2) -
Dyjan Carlos de Azevedo (8/1),
Jan Baránek (22/2),
Oldřich Byrtus (2/0),
Martin Foltyn (14/0),
Michal Frydrych (28/0),
Ján Greguš (14/2),
Daniel Holzer (17/0),
Filip Kaša (7/1),
Michael Krmenčík (11/2),
Davor Kukec (23/5),
Patrik Kundrátek (1/0),
Joel Lindpere (3/0),
Derrick Mensah (2/0),
Francis Narh (8/2),
David Petrus (6/1),
Jan Staško (1/0),
Patrizio Stronati (3/0),
Ondřej Sukup (18/0),
Václav Svěrkoš (14/3),
Marek Šichor (9/1),
Dávid Škutka (8/1),
Vojtěch Štěpán (13/1),
Tomáš Vengřinek (14/1),
Jan Zawada (19/0) -
trenér Martin Svědík (1. až 16. kolo), František Komňacký (17. až 24. kolo) a Tomáš Bernady a Martin Svědík (25. až 30. kolo)

### FK Baumit Jablonec
Jan Šebek (1/0/0),
Michal Špit (17/0/3),
Roman Valeš (13/0/5) –
Vít Beneš (25/4),
Tomáš Čížek (27/3),
Martin Doležal (10/1),
Pavel Eliáš (12/0),
Antonín Fantiš (12/0),
Vojtěch Gebert (1/0),
Petr Hronek (1/0),
Michal Hubník (23/8),
Radim Jurča (1/0),
Jan Kopic (27/6),
Vojtěch Kubista (21/1),
Marek Kysela (20/1),
Lukáš Landovský (2/0),
Luboš Loučka (28/2),
Pavel Moulis (5/1),
Filip Novák (27/0),
Tomáš Okleštěk (5/0),
Jan Pázler (2/0),
Daniel Silva Rossi (20/0),
Jakub Štochl (7/0),
Lukáš Třešňák (28/3),
Ondřej Vrzal (3/0),
Lukáš Zoubele (10/0) -

### 1. FK Příbram
Aleš Hruška (30/0/6) -
Aleksandar Andrejević (3/0),
Martin Abraham (8/1),
Patrik Brandner (5/0),
Zoran Danoski (24/3),
Josef Divíšek (12/0),
Tomáš Hájovský (26/0),
Levon Hajrapetjan (1/0),
Jakub Jugas (23/1),
Martin Krameš (3/0),
Dominik Kraut (7/0),
Tomáš Krbeček (23/2),
Jiří Mareš (22/3),
Aziz Mašán (18/0),
Milan Mišůn (30/1),
Tomáš Pilík (29/3),
Lukáš Pleško (10/1),
Jakub Řezníček (26/7),
Miroslav Slepička (6/0),
Lukáš Stratil (23/5),
Petr Švancara (16/2),
Daniel Tarczal (26/1),
Claude Ronald Videgla (1/0),
Ladislav Volešák (13/0),
Tomáš Zápotočný (22/3),
Martin Zeman (12/1) -
trenér František Straka (1. až 10. kolo) a Petr Čuhel (11. až 30. kolo)

### SK Slavia Praha
Radek Černý (15/0/5),
Kamil Čontofalský (6/0/0),
Karel Hrubeš (1/0/0),
Matej Rakovan (10/0/3) -
Damien Boudjemaa (10/1),
Marek Červenka (1/0),
Martin Dobrotka (12/0),
Martin Dostál (24/0),
Guy Roger Eschmann (1/0),
Marcel Gecov (25/1),
Robert Hrubý (13/1),
Martin Hurka (3/0),
Martin Juhar (27/6),
Petr Kolařík (3/0),
Mario Lička (13/0),
Joseph Mensah (1/0),
Tomáš Mičola (7/1),
Tomáš Necid (13/3),
Fernando Neves (18/0),
Milan Nitrianský (23/0),
Karel Piták (9/2),
Václav Prošek (8/0),
Keegan Ritchie (4/0),
Michal Smejkal (12/2),
Jiří Sodoma (2/0),
Viktor Šimeček (2/0),
Milan Škoda (26/0),
Dávid Škutka (14/2),
Vojtěch Štěpán (10/0),
Jan Vošahlík (10/0),
Pavel Vyhnal (2/0),
Jaromír Zmrhal (29/0) -
trenér Michal Petrouš (1. až 8. kolo), Miroslav Koubek (9. až 18. kolo), Alex Pastoor (19. až 29. kolo) a Miroslav Beránek (30. kolo)

### Bohemians Praha 1905
Martin Berkovec (26/0/7),
Jiří Havránek (4/0/0) -
David Bartek (28/3),
Erich Brabec (13/0),
Lukáš Budínský (8/0),
Martin Cseh (7/0),
Jakub Hora (26/2),
Dmytro Jeremenko (11/0),
Josef Jindřišek (30/4),
Václav Kalina (25/1),
Adam Klavík (9/0),
Martin Kolář (12/0),
Daniel Krch (16/0),
Mantas Kuklys (8/0),
Ivan Lietava (14/2),
Jan Moravec (27/2),
Akui N'dekre Elie Moises (2/0),
Petr Nerad (25/2),
Lukáš Pauschek (13/0),
Jakub Rada (28/3),
Jan Růžička (9/0),
Radek Šírl (11/1),
Michal Šmíd (23/1),
Egidijus Vaitkūnas (2/0) -
trenér Jozef Weber (1. až 18. kolo), Luděk Klusáček (19. až 29. kolo) a Roman Pivarník (30. kolo)

### SK Sigma Olomouc
Martin Blaha (10/0/2),
Zdeněk Zlámal (20/0/2) –
David Depetris (13/3),
Pavel Dreksa (17/0),
Abdoulaye Fall (fotbalista) (4/0),
Šimon Falta (19/1),
David Houska (19/1),
Tomáš Chorý (7/1),
Jan Javůrek (24/0),
Kamil Karaš (11/2),
Jan Navrátil (29/4),
Radim Nepožitek (7/0),
Michal Ordoš (15/2),
Jakub Plšek (7/0),
Martin Pospíšil (21/2),
Jakub Rolinc (10/2),
Jan Schulmeister (16/1),
Jaroslav Svozil (7/0),
Petr Ševčík (1/0),
Martin Šindelář (23/2),
Aleš Škerle (27/0),
Adam Varadi (25/7),
Vlastimil Vidlička (16/0),
Stef Wijlaars (6/0),
Tomáš Zahradníček (13/2) –
trenér Martin Kotůlek (1. až 13. kolo), Zdeněk Psotka (14. až 26. kolo) a Ladislav Minář (27. až 30. kolo)

### 1. SC Znojmo
Vlastimil Hrubý (28/0/7),
Petr Drobisz (3/0/0) -
Radek Buchta (24/0),
Tomáš Cihlář (22/1),
Nermin Crnkić (22/3),
Lamine Diarrassouba (9/1),
Peter Gál-Andrezly (9/0),
Anes Haurdić (9/0),
David Helísek (28/1),
Josef Hnaníček (28/1),
Roman Hříbek (9/0),
Martin Hudec (5/0),
Todor Jonov (16/0),
Petr Kirschner (1/0),
Matúš Lacko (27/0),
Erik Liener (1/0),
Jan Mudra (30/0),
Daniel Odehnal (16/0),
Miloš Reljić (22/3),
Dominik Simerský (3/0),
Bronislav Stáňa (4/0),
Václav Tomeček (9/0),
Václav Vašíček (25/10),
Emir Zeba (15/1) -

## Změny trenérů
| Tým                  | Datum změny        | Kolo | Odvolaný trenér    | Nově nastoupivší trenér |
| -------------------- | ------------------ | ---- | ------------------ | ----------------------- |
| FC Zbrojovka Brno    | 3. září 2013       | 7.   | Ludevít Grmela     | Václav Kotal            |
| SK Slavia Praha      | 18. září 2013      | 8.   | Michal Petrouš     | Miroslav Koubek         |
| 1. FK Příbram        | 8. října 2013      | 10.  | František Straka   | Petr Čuhel              |
| SK Sigma Olomouc     | 6. listopadu 2013  | 13.  | Martin Kotůlek     | Zdeněk Psotka           |
| FC Vysočina Jihlava  | 25. listopadu 2013 | 15.  | František Komňacký | Petr Rada               |
| FC Viktoria Plzeň    | 15. prosince 2013  | 16.  | Pavel Vrba         | Dušan Uhrin ml.         |
| FC Baník Ostrava     | 30. prosince 2013  | 16.  | Martin Svědík      | František Komňacký      |
| FK Mladá Boleslav    | 3. ledna 2014      | 16.  | Ladislav Minář     | Karel Jarolím           |
| SK Slavia Praha      | 3. března 2014     | 18.  | Miroslav Koubek    | Alex Pastoor            |
| Bohemians Praha 1905 | 10. března 2014    | 19.  | Jozef Weber        | Luděk Klusáček          |
| FC Baník Ostrava     | 13. dubna 2014     | 24.  | František Komňacký | Radek Slončík           |
| FC Slovan Liberec    | 16. dubna 2014     | 24.  | Jaroslav Šilhavý   | David Vavruška          |
| SK Sigma Olomouc     | 28. dubna 2014     | 26.  | Zdeněk Psotka      | Ladislav Minář          |
| Bohemians Praha 1905 | 5. června 2014     | 30.  | Luděk Klusáček     | Roman Pivarník          |
| FC Slovan Liberec    | 16. června 2014    | 30.  | David Vavruška     | Samuel Slovák           |
| SK Slavia Praha      | 16. června 2014    | 30.  | Alex Pastoor       | Miroslav Beránek        |

## Vítěz
| Gambrinus liga 2013/14 AC Sparta Praha (12. titul) |